# Evans Blue
Evans Blue es una banda de rock y metal formada en Toronto, Ontario, Canadá, y fundada en 2005.

## Orígenes
Evans Blue se juntó a inicios de 2005. Cinco músicos, en ese entonces en bandas diferentes, se conocieron a través de un sitio de foros de músicos locales. El nombre fue sugerido por el líder y vocalista Kevin Matisyn, y el cual se refiere al tinte que es inyectado en la corriente sanguínea para medir el volumen de la sangre. La banda captó la atención del productor Trevor Justiak y su socio Mari Dew, de Pocket Studios. Evans Blue comenzó a trabajar juntos en 2005.
Grabaron tres canciones demos, tituladas Black Hole, Saturnalia, y Starlight, donde los dos últimos pueden ser fácilmente descargados desde programas P2P, como Ares. El vocalista , Matisyn, periódicamente postea sus propias prosas a través del Blog de la banda en su página de MySpace. También se publican actualizaciones en el progreso de la banda en su blog.

## The Melody and the Energetic Nature of Volume
El grupo terminó el trabajo de su álbum debut The Melody and the Energetic Nature of Volume, en noviembre de 2005. El primer sencillo Cold (But I'm Still Here) llegó a las estaciones de radio en diciembre y fue acompañado por un vídeo. El álbum fue publicado el 21 de febrero de 2006 a través de Hollywood Records, pasó varias semanas en el top 10 de Billboard Heatseekers y dio lugar a un segundo sencillo, ''Over'' y un tercero "Beg", los cuales no tuvieron el éxito alcanzado por el primero.
A finales de marzo de 2006, Evans Blue se embarcó en su primer tour por los Estados Unidos al lado de Taproot. Desde entonces han compartido escena con bandas como Staind, Alice in Chains, Three Days Grace, Flyleaf y compañeros de discográfica Breaking Benjamin. También se presentaron en un festival organizado por 102.1's Edge Fest junto a otras bandas canadienses como Mobile, Hot Hot Heat and Our Lady Peace.
El 1º de abril de 2006, el Batero Darryl Brown, se marchó sin explicación alguna. Para cubrir su ausencia el resto de la banda trabajó en Sets Acústicos mientras a la vez buscaban un reemplazo. Danny D, fue traído temporalmente desde Boston para poder terminar el resto de la gira, que duraría hasta el mes de octubre.

## The Pursuit Begins When This Portrayal of Life Ends
Después de ocho largos meses de gira por los Estados Unidos, Evans Blue regresó a casa. Después de unas vacaciones de un mes, empezaron a trabajar en su segundo álbum The Pursuit Begins When This Portrayal of Life Ends. Danny D dejó la banda y fue reemplazado por Davis Howard, en marzo de 2007 Evans Blue fue nominado para ¨Mejor banda Nueva¨ en los premios anuales Juno.
El primer sencillo de su Segundo disco, The Pursuit llegó a las estaciones de radio el 21 de mayo de 2007. El vídeo del tema fue dirigido por Jesse Ewles, y filmado un par de meses después.
THE PURSUIT BEGINS WHEN THIS portrayal OF LIFE ENDS fue lanzado el 24 de julio de 2007 en los Estados Unidos y Canadá. El sitio web de la banda fue reacondicionado por completo para presentar los sonidos, imágenes y temas del nuevo álbum. Acompañando el álbum un DVD fue incluido al comprar edición para Best Buy del Álbum, éste contiene comentarios del líder Matisyn, antes de cada canción, así como un documental acerca de la fabricación del segundo disco. La versión de FYE no incluía la ¨Melodía Desconectada¨, pero en cambio tiene dos canciones adicionales.
Evans Blue, inició su primer tour como principal acto, Curbside Confession of a Catastrophe el 10 de julio de 2007 en Toronto. Acompañados por Fair to Midland and Submersed
El segundo single del disco es ¨Shine Your Cadillac¨

## Versiones
- "Possession" de Sarah McLachlan
- "Caught A Lite Sneeze" de Tori Amos

Ambos covers son la pista 7 en cada uno de los álbumes de Evans Blue

## Miembros

### Actuales
- Kevin Matisyn -- 'The Voice'
- Parker Lauzon -- 'The Distortion'
- Vlad Tanaskovic -- 'The Aura'
- Joe Pitter -- 'The Low'
- Davis Howard -- 'The Drive'

### Anteriores
- Darryl Brown -- Batería 2005-2006
- Danny D. -- Batería 2006